# Tommy Paul
Thomas Paul (n. 17 mai 1997, New Jersey, SUA) este un jucător profesionist de tenis din Statele Unite ale Americii. Cea mai bună clasare a carierei la simplu este locul 12 mondial, în octombrie 2023, iar la dublu locul 97 mondial, în septembrie 2022. A câștigat trei titluri ATP și a ajuns într-o semifinală majoră la Australian Open 2023.

## Legături externe
- en Tommy Paul la Association of Tennis Professionals